# INKODE
iNKODE（韓語：인코오드）是一間韓國經紀娛樂公司，是歌手兼演員的金在中於2023年4月17日成立，由戲劇、電影、表演和文化內容策劃專家組成的管理團隊。

## 公司歷史
- 2023年4月17日，金在中宣布與盧賢泰（노현태）共同創立「iNKODE」，盧賢泰曾於SM娛樂擔任經紀人，也曾於Cube娛樂擔任副社長。[2]
- 2024年8月29日，成立日本分公司「iNKODE JAPAN」。[3]
- 2024年10月16日，旗下首組女子團體SAY MY NAME正式出道。

## 旗下藝人

### 歌手
- 金在中
- 鄭妮可

### 組合
- SAY MY NAME
  - HITOMI、SHUIE[4]、DOHEE、KANNY、MEI、JUNHWI、SOHA、SEUNGJOO[5][6][7][8][9]

### 演員
- 金在中
- 李知勳
- 鄭時顯（정시현）
- 송우주（SONG WOO JOO）
- 吳智律（오지율）
- SONG JI WOO（송지우）

## 外部連結
- 官方网站
- INKODE的Instagram帳戶
- INKODE的X（前Twitter）
- INKODE的Facebook專頁
- YouTube上的INKODE頻道